# Patriotiko Metopo
Die Patriotiko Metopo (auch Patriotiko Antidiktatoriko Metopo oder PAM) war eine der wenigen Widerstandsgruppen in der Griechischen Militärjunta und wurde federführend von Mikis Theodorakis mitorganisiert.

## Geschichte
Die „Patriotiko Metopo“ (deutsch: „Patriotische Front“) gründete sich wenige Tage nach dem gewaltsamen Putsch durch Oberst Georgios Papadopoulos unter anderem aus der Kommunistischen Partei Griechenlands (KKE) und der Vereinten Demokratischen Linken (Eniaia Dimokratiki Aristea, EDA), die die einzigen Gruppen, also Kommunisten und andere Politisch Linke, welche in der Lage waren, sich gegen die faschistische Machtergreifung zu wehren, repräsentierten. So arbeitete sie ab 1968 mit der Dimokratiki Amyna (Demokratische Verteidigung – DA), einem Zusammenschluss aus konservativen, namentlich der vorigen Regierungspartei EK und sozialdemokratischen Kräften zusammen. Diese Gründung war außergewöhnlich, da es im Kontext der Machtergreifung der Junta kaum Widerstand durch die Griechische Bevölkerung gab. Das lag daran, dass die Griechische Bevölkerung in einer abwartenden Haltung der neuen Regierung stand und somit gewaltsamer Widerstand zu einer Verurteilung geführt hätte. Griechenland hatte gerade zwei Kriege, den Zweiten Weltkrieg und den Griechischen Bürgerkrieg als Schauplatz zwischen Ost und West durchgemacht und zeigte dadurch eine gewisse Kriegsmüdigkeit. Der Komponist Mikis Theodorakis wirkte bis zu seiner Verhaftung im August 1967 mit anschließender Haft und Folter im  Konzentrationslager Oropos bei der PAM mit und rief zum Widerstand gegen die Obristendiktatur auf, nachdem er vorher schon untergetaucht war. Theodorakis’ Musik war bereits am 1. Juni 1967 verboten worden; wer sie anhörte, musste mit einer Haftstrafe rechnen. Mithilfe internationaler Künstler (Dmitri Schostakowitsch, Leonard Bernstein, Arthur Miller, Yves Montand, Sir Laurence Olivier und Harry Belafonte), welche sich zusammengetan hatten, um auf die Verhaftung des Komponisten aufmerksam zu machen, konnte die Obrigkeit der Junta 1970 vom Außenpolitiker Jean-Jacques Servan-Schreiber überzeugt werden, Theodorakis ins französische Exil zu entlassen. Theodorakis gilt heute als antifaschistischer Held in Griechenland. Der Protest gegen die Militärdiktatur blieb weitestgehend friedlich, die verbreitetste Protestform waren Graffiti. Friedlicher Protest war wichtig, da die USA es zunächst versuchten, den Protest zu diskreditieren, um das gegenseitige Verhältnis zwischen Junta und weißem Haus aufrechtzuerhalten. Ein anderer Grund war, dass die Bevölkerung aufgrund des gerade erst zurückliegenden Bürgerkriegs eine Abneigung gegenüber kommunistischer Politik entwickelt hatte und drastische Folgen hinnahm.

## Gegenwart
Die PAM kann gemeinsam mit der PAK (Panhellinio Apeleftheorotiko Kinima – Panhellenische Befreiungsbewegung), welche in Stockholm (im Exil) von dem vorherigen Premierminister Andreas Papandreou gegründet wurde und finanzielle Unterstützung der schwedischen Regierung erhielt, als ideologische Vorläuferin der Panellinio Sosialistiko Kinima (PASOK) gesehen werden. Gleichzeitig hat sich die rechtspopulistische Partei Patriotiko Metopo – Lacedamons (Patriotische Front – Lakedaimons) gegründet, welche den Namen in Referenz an die Grenzwächtermythologie verwenden, als Feind, „der abgewehrt werden muss“ allerdings statt der Militärjunta eine zunehmende Zahl an Migranten sehen.

## Verarbeitung in der Kunst
Durch Mikis Theodorakis wurde die PAM flächendeckender bekannt, unter anderem durch seine Liederzyklen der PAM-Lieder (Lieder der Patriotischen Front, Mikis Theodorakis),
- O Ilios ke o Chronos (Sonne und Zeit)[7]
- Ta Tragoudia gia tou Andrea (Lieder für Andreas)[8]
- Nichta Thanatou (Todesnacht, Manos Elefteriou)[9]
- Arcadies I–X; Tria Negrika Tragoudia (Drei negrische Lieder, Léopold Sédar Senghor)

sowie der durch mit ihm als Komponist kreierte Film
- Z – Anatomie eines politischen Mordes.